# Adam Ruebenbauer
Adam Ruebenbauer (ur. 10 listopada 1867 w Sieniawie, zm. 24 stycznia 1930 w Krakowie) – prawnik, polityk ludowy i poseł do austriackiej Rady Państwa.

## Życiorys
Był synem naczelnika poczty i gospodarza w Sieniawie Henryka (1832-1901) i Amalii z Fidlerów, bratem stryjecznym lekarza i prof. uniwersytetu wileńskiego Henryka (1881–1944).
Ukończył gimnazjum klasyczne w Rzeszowie (1886). Następnie studiował prawo we Lwowie i Wiedniu, gdzie uzyskał tytuł dr praw w 1899. Następnie pracował  jako kandydat notarialny i następnie notariusz w Bochni. Działacz Polskiego Stronnictwa Ludowego, był przeciwnikiem polityki Jana Stapińskiego. W l. 1907–1913 członek Rady Naczelnej PSL. Po rozłamie członek pierwszego zarządu PSL „Piast” (1913), następnie członek jego Rady Naczelnej (1914-1918).
Członek Rady Powiatowej w Bochni (1903-1914), jej wiceprezes (1910–1914) i prezes (1911) a także członek Okręgowej Rady Szkolnej w Bochni (1906-1914). Członek Wydziału, a następnie zastępca dyrektora Powiatowej Kasy Oszczędności w Bochni. Od 1913 członek Dyrekcji Włościańskiego Związku Producentów Paszy i Zboża dla Galicji i W. Ks. Krakowskiego w Krakowie.
Poseł do austriackiej Rady Państwa XI kadencji (17 lutego 1907 – 30 marca 1911) i XII kadencji (17 lipca 1911 – 28 października 1918), wybierany z ramienia PSL w okręgu wyborczym nr 41 (Bochnia-Wiśnicz). W parlamencie nie był zbyt aktywny.
Podczas I wojny światowej służył jako oficer w armii austro-węgierskiej. W niepodległej Polsce nie prowadził działalności politycznej. Od 1920 mieszkał w Krakowie, pracując w Urzędzie Ziemskim. 
8 stycznia 1924 został zatwierdzony w stopniu kapitana ze starszeństwem z 1 czerwca 1919 i 21. lokatą w korpusie oficerów rezerwy piechoty. Posiadał wówczas przydział w rezerwie do 60 Pułku Piechoty Wielkopolskiej w Ostrowie Wielkopolskim.
Zmarł 24 stycznia 1930 w Krakowie. Pochowany został w Bochni.
Adam Ruebenbauer w 1896 ożenił się z Barbarą z Grzesickich (1871-1954). Miał z nią trzech synów: Witolda (1895-1916), Czesława (1901-1973) oraz Tadeusza Adama (1909-1991). 